# Khoges
Pels khoges que van governar a l'Àsia central al segle xviii vegeu Khoges (Àsia central).

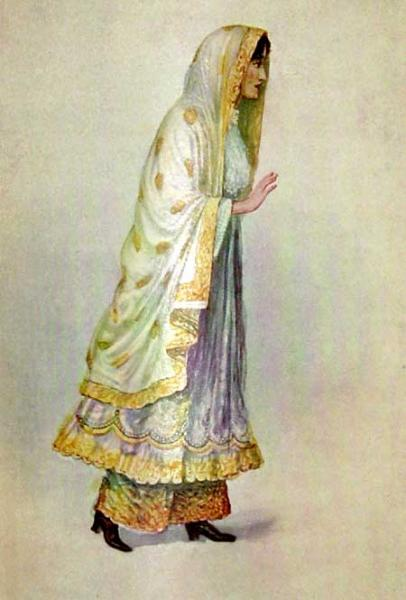
Dona Khoja

Els khoges (Khoja; خوجا) són una casta de l'Índia on la majoria dels membres són ismaïlites nizarites, amb alguns sunnites i xiïtes duodecimams separats de la comunitat ismaïlita. En sentit general però s'aplica als nizarites indis que viuen principalment al Gujarat (els momnes) i a Multan (els shamsis).
Existia una comunitat ismaïlita a l'Índia abans de la separació entre nizarites i mustalites. Se suposa que els indis van quedar a la primera. La tradició diu que Satgar Nur, de Daylaman, fou el primer daï a Patan (Gujarat); podria haver estat enviat per l'imam al-Mustansir (1036-1094) o per l'imam al-Hasan "ala dhikrih al-salam" (1162-1166) i hauria convertit al rei indi Siddha Raja Djaysimha (mort vers 1143), però la documentació sobre aquest període manca totalment.
Es coneixen alguns noms de caps de la comunitat o pir (Salah al-Din, Shams al-Din, Nasir al-Din i Sahib al-Din -fill i net de Shams al-Din-, a més d'alguns no esmentats) però la seva activitat és quasi desconeguda, i va tenir lloc molt probablement a Sind i no a Gujarat; en tot cas van progressar a poc a poc i el pir Sadr al-Din, fill de Sahib al-Din, hauria convertit als khoges, una casta sorgida dels lohanes; els hauria donat aquest nom (singular khoja o khodja) del persa khwadja o kwaja, que vol dir "mestre" en certa forma equivalent a l'indi thakur (noble).
Sadr al-Din hauria mort en data desconeguda entre 1369 i 1416 segones les fonts (prop de la segona data sembla més probable). El va succeir el seu fill Hasan Kabir al-Din mort entre 1449 i 1490, probablement a l'entorn del 1470. Va seguir el seu germà Tadj al-Din al que es van oposar els seus nebots fills de Kabir i li van fer acusacions, i del disgust es va morir o es va suïcidar; Imam Shah, fill de Kabir va intentar l'adhesió dels khoges del Sind sense èxit i es va establir al Gujarat on va fer moltes conversions i segons la llegenda va convertir fins i tot al sultà Mahmud Shah I Begra Gudjarati (1458-1511) la filla del qual s'hauria cast amb Nar Muhammad, fill d'Imam Shah. Aquest va morir a Pirana (fundada per ell mateix) el 1513 i Nar Muhammad el va succeir i es creu que en el su temps es va produir un conflicte quan es va proclamar imam ismaïlita pel damunt del de Pèrsia i va formar la comunitat imamshàhida arrossegant a una part dels ismaïlites del Gujarat. Sembla que va passar algun temps fins que fou enviat un altre pir des de Pèrsia però no va tenir èxit i es va establir amb alguns seguidors a Navanagar i el 1584 a Bhuj on va morir el 1593.
Posteriorment els nizarites de Gujarat i els de Sind van estar governats per wakils o per bawas, però els descendents de Kabir al-Din van conservar molta influència. Mashayik, mort el 1697, va posar fi a la dependència dels nizarites de l'imam ismaïlita i es va acostar a sunnites i duodecimans. Els eu germà Hasan en canvi va restar fidel i el van seguir molts momnes del Gujarat i alguns altres.
El 1840 va arribar a l'Índia l'Agha Khan Hasan Ali Shah reobrint el conflicte dins les comunitats khoges nizarites sobre l'autoritat de l'imam El 1866 un veredicte de Sir Josep Arnould va confirmar els drets de l'Agha Khan i els dissidents es van separar de la comunitat i es van fer sunnites; altres dissidents van marxar el 1977 i 1901, i es van fer duodecimans, establint comunitats a Bombai i Àfrica oriental.